# Svenshyttan (naturreservat)
Svenshyttan är ett naturreservat i Lekebergs kommun i Örebro län.
Området är naturskyddat sedan 2017 och är 27 hektar stort. Reservatet ligger i sydöstra kanten av naturreservatet Dunderklintarna och består av äldre barrskog samt sumpskog och små kärr omkring en bäck. 